# 坂下昭宣

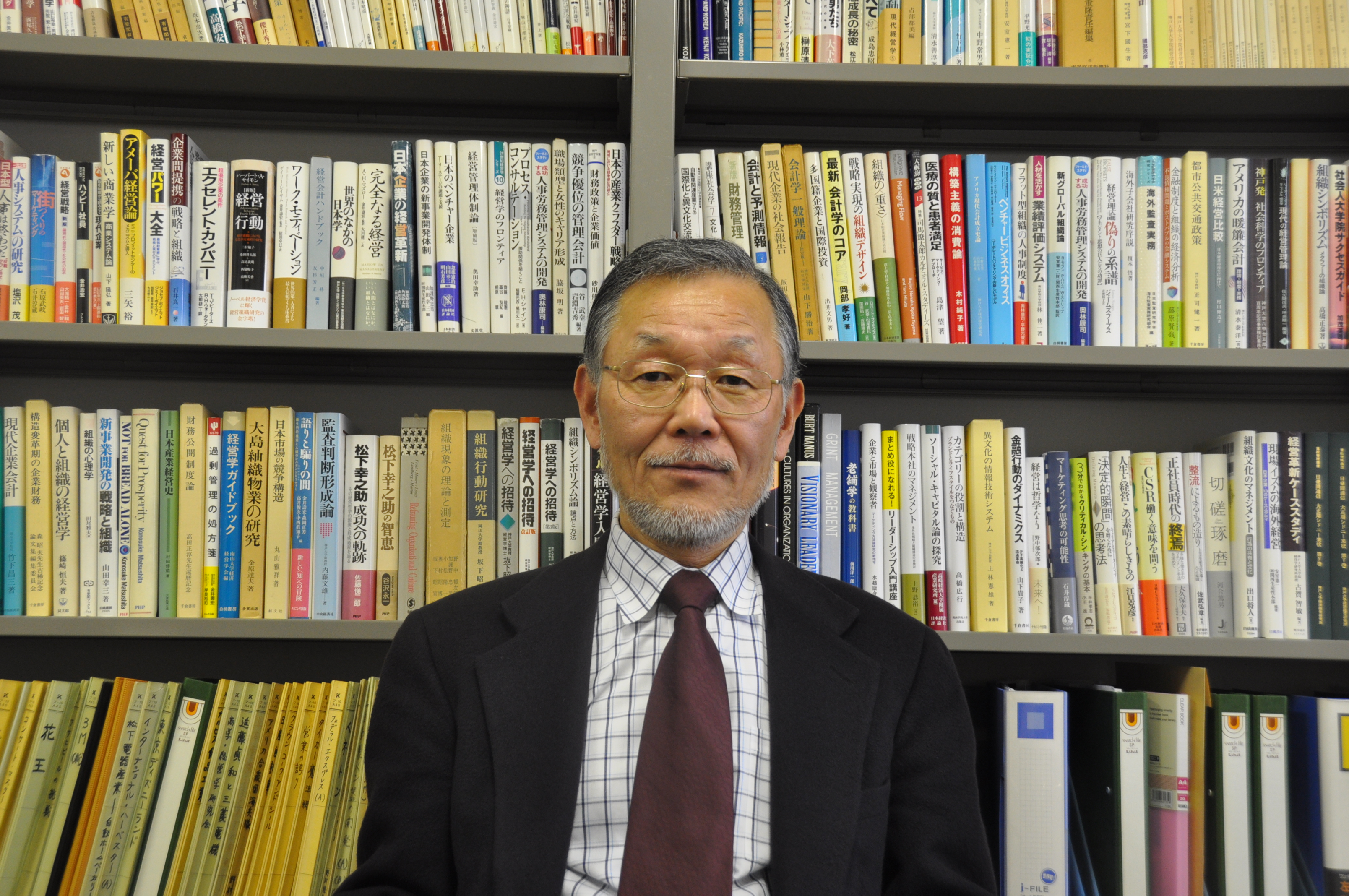

坂下 昭宣（さかした あきのぶ、1946年11月16日 - ）は、日本の経営学者。神戸大学名誉教授、流通科学大学名誉教授。経営学博士（神戸大学・1988年）。専門は経営組織論、組織行動論、社会科学方法論。組織学会会員、日本経営学会顧問、松下社会科学振興財団理事。

## 略歴
香川県小豆郡小豆島町生まれ。1965年香川県立小豆島高等学校を卒業。1970年神戸大学経営学部を卒業して日立製作所に入社。のち神戸大学大学院経営学研究科に進学し、学部時代からの師占部都美教授に師事。1975年就職のため神戸大学大学院経営学研究科博士課程を退学し、岡山大学法文学部講師に就任。1979年助教授（1980年の学部再編に伴い、経済学部助教授）を経て、1988年教授に就任。同年、学位論文「仕事モティベーションの理論的および実証的研究」で、神戸大学より経営学博士（論文博士）の学位を取得。
1989年神戸大学経営学部教授に移籍し、1999年同大学大学院経営学研究科教授。 2010年定年退官となり、神戸大学名誉教授。同年、流通科学大学商学部教授に就任し、2012年同大学大学院流通科学研究科長。2015年定年退職となり、流通科学大学名誉教授。
この間、1987年に著書『組織行動研究』で、第3回組織学会高宮賞を受賞。また、組織学会監事（2002年－2005年)、松下社会科学振興財団理事（2003年－）、日本経営学会理事長（2007年－2010年）を歴任。

## 著書

### 単著
- 『組織行動研究』白桃書房 1985年
- 『経営学への招待』白桃書房 1992年
- 『人を動かす－経営学からみた信長、秀吉、そして松下幸之助－』PHP研究所 1995年
- 『経営学への招待（改訂版）』白桃書房 2000年
- 『組織シンボリズム論－論点と方法－』白桃書房 2002年
- 『経営学への招待（第３版）』白桃書房 2007年
- 『経営学への招待（新装版）』白桃書房 2014年

### 共著
- 『近代組織論 ［Ⅱ］ －マーチ=サイモン－』白桃書房 1975年（占部都美との共著）
- 『経営管理入門』有斐閣 1978年（西田耕三、野中郁次郎との共著 ）
- 『組織現象の理論と測定』千倉書房 1978年（野中郁次郎、加護野忠男、小松陽一、奥村昭博との共著）
- 『組織現象の理論と測定（新装版）』千倉書房 2013年

### 編著
- 『日本的経営の本流－松下幸之助の発想と戦略－』PHP研究所 1997年
- 『経営学大辞典（第２版）』中央経済社 1999年（奥林康司、宗像正幸との共編著）
- 『次代の経営モデルを懸命に模索する日本企業』関西生産性本部 2001年
- 『日本企業の戦略インフラの変貌』白桃書房 2004年（加護野忠男、井上達彦との共編著）

### 翻訳
- 『ヴルーム・仕事とモティベーション』千倉書房 1982年（榊原清則、小松陽一、城戸康彰との共訳）

## 論文

### 単著
- 「団体交渉の行動科学的モデル」『六甲台論集』第20巻第3号 1973年
- 「技術と職務満足」『岡山大学経済学会雑誌』第8巻第3・4号 1977年
- 「条件理論および条件理論的視角の因果論的意味－線型関係の場合を中心に－」『岡山大学経済学会雑誌』第９巻第3号 197８年
- 「コンティンジェンシー理論の因果論的意味」『組織のコンティンジェンシー理論』白桃書房 1979年
- 「仕事意欲の決定因の研究」『戦略的決定と組織』白桃書房 1980年
- 「リーダーシップとモティベーション」『組織の行動科学』有斐閣 1981年
- 「欲求理論と人間行動」『組織の中の人間行動』有斐閣 1982年
- 「期待行動のプロセス・モデルの構築とその有効性の検証［Ⅰ］」『岡山大学経済学会雑誌』第16巻第1号 1984年
- 「期待行動のプロセス・モデルの構築とその有効性の検証［Ⅱ］」『岡山大学経済学会雑誌』第16巻第2号 1984年
- 「仕事モティベーションの規定要因－期待理論から演繹される仮説とその実証の試み－」『経営学論集』（日本経営学会）第54巻 1984年
- 「期待行動のプロセス・モデルの構築とその有効性の検証［Ⅲ］」『岡山大学経済学会雑誌』第16巻第3号 1984年
- 「期待行動のプロセス・モデルの構築とその有効性の検証［Ⅳ］」『岡山大学経済学会雑誌』第16巻第4号 1985年
- 「期待行動のプロセス・モデルの構築とその有効性の検証［Ⅴ］」『岡山大学経済学会雑誌』第17巻第1号 1985年
- 「期待行動のプロセス・モデルの構築とその有効性の検証［Ⅵ・完］」『岡山大学経済学会雑誌』第18巻第1号 1986年
- 「新しい組織論－モチベーション－」『日本経済新聞』（寄稿） 1986年12月
- 「戦略ビジョンと新事業開発－技術コンセプトを媒介として－」『岡山大学経済学会雑誌』第20巻第4号 1989年
- 「企業の成長戦略」『税経セミナー』（税務経理協会）第35巻第13号 1990年
- 「企業の競争戦略」『税経セミナー』（税務経理協会）第35巻第14号 1990年
- 「企業の組織構造－組織構造論の展開－」『税経セミナー』（税務経理協会）第35巻第15号 1990年
- 「企業の組織形態－組織編成の原理と方法－」『税経セミナー』（税務経理協会）第35巻第17号 1990年
- 「企業のインセンティブ・システム」『税経セミナー』（税務経理協会）第36巻第1号 1991年
- 「企業のリーダーシップ」『税経セミナー』（税務経理協会）第36巻第3号 1991年
- 「企業の組織文化」『税経セミナー』（税務経理協会）第36巻第6号 1991年
- 「組織文化とシンボリック・マネジャー」『国民経済雑誌』（神戸大学経済経営学会）第165巻第4号 1992年
- 「仕事意欲の構造」『ヒューマン・リソース』総合法令 1993年
- 「創業経営者のビジョナリー・リーダーシップと組織文化」『岡山大学経済学会雑誌』第26巻第3・4号 1995年
- 「人を動かす二つの仕組み－期待理論再考－」『国民経済雑誌』（神戸大学経済経営学会）第172巻第1号 1995年
- 「経営理念と企業行動－松下経営文化体試論－」『国民経済雑誌』（神戸大学経済経営学会）第176巻第3号 1997年
- 「官僚制組織の誤算－大蔵省汚職が示唆する教訓－」『毎日新聞』（寄稿） 1998年3月
- 「思想家・実践家としての松下幸之助」『松下幸之助研究』VOL.1 1998年
- 「天地自然の理にかなう経営」『松下幸之助研究』VOL.2 1998年
- 「日本的人事システムの変革と企業の戦略・組織」『ビジネス・インサイト』第6巻第4号 1998年
- 「組織シンボリズム研究の視圏」『国民経済雑誌』（神戸大学経済経営学会）第179巻第6号 1999年
- 「組織シンボリズム論の論点と方法」『国民経済雑誌』（神戸大学経済経営学会）第183巻第4号 2001年
- 「二つの組織文化論－機能主義と解釈主義－」『国民経済雑誌』（神戸大学経済経営学会）第184巻第6号 2001年
- 「機能主義的組織シンボリズム論の形成と展開」『研究年報』（神戸大学大学院経営学研究科）第47巻 2001年
- 「モチベーション理論－人を仕事に動機づけていく理論と方法－」『リーダーシップ・ストラテジー』第1巻第2号 2002年
- 「日本企業の戦略・組織・人事の動向」『経営学論集』（日本経営学会）第72巻 2002年
- 「組織文化はマネジメント可能か」『国民経済雑誌』（神戸大学経済経営学会）第186巻第6号 2002年
- 「「意味の組織論」としての組織シンボリズム論」『組織科学』（組織学会）第37巻第2号 2003年
- 「組織論の展開過程」『商学論究』（関西学院大学商学研究会）第51巻第4号 2004年
- 「エスノグラフィー・ケーススタディ・サーベイリサーチ」『国民経済雑誌』（神戸大学経済経営学会）第190巻第2号 2004年
- 「組織文化論の社会学的基盤」『経営学論集』（日本経営学会）第74巻 2004年
- 「経営組織論の不連続的展開－組織構造論から組織文化論へ－」『国民経済雑誌』（神戸大学経済経営学会）第193巻第4号 2006年
- 「経営学の潮流：組織論のメタファー」『ビジネス・インサイト』No.61 2008年
- 「組織研究の方法と基本仮定－経営学との関連で－」『現代経営学の新潮流－方法・CSR・HRM・NPO－』（経営学史学会編）文眞堂 2008年
- 「因果分析の方法－ケーススタディとサーベイリサーチの方法論的比較－」『商学論究』（関西学院大学商学研究会）第61巻第4号 2014年
- 「第53回大会～第55回大会：統一論題論点とその意義」『日本経営学会史－創設51周年から90周年まで－』（日本経営学会編）千倉書房 2017年

他多数。

### 共著
- 「岡山県下企業の会計組織と企業成果」『岡山大学産業経営研究会研究報告書』第21号 1986年（佐藤倫正との共著）
- 「意味の組織論の展望－「共有された意味体系」概念の再検討－」『国民経済雑誌』（神戸大学経済経営学会）第201巻第2号 2010年（小江茂徳、木佐森健司との共著 ）